# Andropodium
Andropodium är en utdragen analfena hos hanar av vissa fiskarter, som ombildats till ett fortplantningsorgan. Dessa fiskar förökar sig inte genom att lägga rom, utan honorna föder färdiga ungar. Organet förekommer hos alla arter av halvnäbbfiskar i det vivipara släktet Hemirhamphodon och hos samtliga arter i den ovovivipara och vivipara familjen höglandstandkarpar (Goodeidae).

## Liknande organ hos andra djur
Fiskarnas andropodium är jämförbart med det så kallade gonopodium som förekommer hos alla hanar i familjerna levandefödande tandkarpar (Poeciliidae) och fyrögonfiskar (Anablepidae), samt hos alla hanar av broskfiskar (klassen Chondrichthyes). Gonopodium förekommer emellertid inte bara hos fiskar utan även hos vissa leddjur. Andropodier har således inte uppstått genom nedärvda karaktäristika från en gemensam förfader till fiskar med gonopodium, utan är ett exempel på homoplasi uppkommen som ett resultat av så kallad konvergent evolution.

## Etymologi
Ordet "andropodium" är sammansatt av gammalgrekiska ἀνδρός (andros; "man"), och ποδός (podos; "fot", "ben").